# Браун, Рекс
Рекс Роберт Браун (англ. Rex Robert Brown; род. 27 июля 1964) — американский музыкант и автор песен. Наиболее известен тем, что долгое время был бас-гитаристом группы Pantera. Также был участником групп Down и Kill Devil Hill. В 2017 году Рекс Браун дебютировал как сольный исполнитель, впервые проявив себя не только как басист, но и как гитарист и вокалист, выпустив пластинку Smoke on this… В интервью порталу Allmusic он заявил, что 25 лет был металлистом и теперь ему хочется немного облегчить звучание.
Рекс Браун — автор книги «Official Truth 101 Proof», которая вышла в апреле 2013 года. Книга рассказывает о возникновении, успехе и распаде группы Pantera.

## Биография
Родился в городе Грейам, штат Техас 27 июля 1964 года. Его отец скончался в 1971 году, поэтому мальчика растили мать и сестра. Увлечением музыкой Рекс обязан бабушке, которая учила его играть на пианино и познакомила его с музыкой регтайм и Скотта Джоплина. В детстве Браун был бойскаутом и даже получил звание Eagle Scout. В юности он очень любил ZZ Top и Def Leppard, и впервые взял в руки бас в двенадцатилетнем возрасте. Рекс Браун и сегодня остаётся поклонником Black Sabbath, Led Zeppelin и музыки в стиле панк-хардкор.

## Карьера

### Pantera
Рекс Браун стал участником Pantera в 1982 году вместе со своим одноклассником Винни Полом, его братом, гитаристом Даймбэгом Дарреллом и вокалистом Терри Глейзом. На заре карьеры Браун носил сценическое имя Рекс Рокер (англ. Rex Rocker). В альбоме Cowboys from Hell 1990 года он обозначен просто как Рекс (Rex), и лишь в альбоме Far Beyond Driven 1994 года написано его полное имя Рекс Браун (англ. Rex Brown).
Pantera сменила Терри Глейза на Филипа Ансельмо в 1987 году, в 1990 году подписала контракт с Atco Records и выпустила альбом Cowboys from Hell, который стал поворотной точкой в карьере Pantera. Впоследствии, выпустив ещё четыре номерных альбома, один концертный альбом и сборник лучших песен, Pantera четырежды была номинирована на Грэмми за песни "I’m Broken ", «Suicide Note», «Cemetery Gates» и «Revolution Is My Name». Во время творческого простоя Браун, Даймбэг и Винни вместе с кантри певцом Дэвидом Алланом Коем собрали проект Rebel Meets Rebel и даже выпустили 2 мая 2006 года альбом на лейбле Винни Пола Big Vin Records. В конце 2010 года Рекс основал группу Kill Devil Hill с музыкантами Винни Эпписом, Дьюи Брэггом и Марком Зэвоном. Kill Devil Hill выпустили свой дебютный альбом в мае 2012 года. Пластинка была тепло принята критиками, команда отправилась в тур в поддержку альбома.

### Down
В 1998 году Фил Ансельмо пригласил Рекса в Луизиану поджемовать с участниками группы Down. Их как раз покинул басист Тодд Страндж. Итогом той встречи стали несколько демо, которые потом стали вторым альбомом группы, записанным осенью 2001 года в переоборудованном под профессиональную студию звукозаписи сарае Филипа Ансельмо. Пластинка вышла 26 марта 2002 года и стала первым релизом Down с Рексом Брауном на басу. Группа вскоре снова приостановила свою деятельность в самом конце 2002 года.
В 2006 году Down снова собрались и стали готовить материал для третьего студийного альбома. Down III: Over the Under вышел в 2007 году. Группа поехала в тур вместе с Metallica, во время которого Рекс подружился с Джеймсом Хетфилдом, который, как и Браун проходил курс реабилитации от алкогольной зависимости в 2002 году.
В поиске новой музыки Рекс Браун покинул Down в 2011 году. Тем не менее, он поддерживает тёплые отношения с участниками группы.

### Другие проекты
Браун работал с Джерри Кантреллом над пятью песнями, которые вошли в альбом Boggy Depot, также над одиннадцатью треками Crowbar в альбоме Lifesblood for the Downtrodden. Как басист он также сотрудничал с Crowbar в 2004 и 2005 годах и с Cavalera Concpiracy в 2008 году. Позже Рекс запустил собственный новый проект Arms of the Sun вместе с барабанщиком King Diamond Люком Хебертом, Лэнсом Харвиллом и Беном Банкером из Gryn. Группа записала тринадцать песен в студии Вилли Нельсона Pedernales Recording Studio в Остине. Сведением и продюсированием занимался Терри Дейт. В феврале 2011 года Рекс покинул Arms of the Sun, которые пока так и не нашли нового басиста.
В 2013 году Рекс собрал новую группу Kill Devil Hill с Винни Эпприсом (Heaven&Hell, Black Sabbath, Dio) ударные, Марком Зэвоном (RATT, W.A.S.P., 40 Cycle Hum) гитара и Дьюи Брэггом (Pissing Razors) вокал. Группа записала 10 демо, которые по определению Эпписа звучат «как смесь Black Sabbath, Alice in Chains со щепоткой Led Zeppelin. Это тяжеляк, но с кучей крутых примочек и мелодических ходов».

### Писательская деятельность
Также в 2013 году Рекс Браун представил автобиографию под названием «Официальная правда: 101 доказательство» (Official Truth: 101 Proof), в которую вошли как моменты из личной жизни Брауна и истории Pantera, так и описание событий, приведших к распаду группы. В 2015 году Браун написал вступительное слово к книге Грега Прато «Выживают достойные: Хеви Метал в 90-х» (Survival of the Fittest: Heavy Metal in the 1990’s). В книге также есть интервью Рекса и его товарища по Pantera Фила Ансельмо, как и многих других икон тяжёлой музыки 1990-х годов. В 2023 году вышел альбом проекта Elegant Weapons «Horns For A Halo», в состав которого в студийной записи помимо Брауна вошли Скотт Трэвис, Ронни Ромеро и Ричи Фолкнер.

## Личная жизнь
Согласно его автобиографии, Рекса с будущей (а теперь уже бывшей) женой Белиндой познакомил их общий друг. Они начали встречаться в 1994 году, а в 1995 году поженились. В 2000 году у четы Браунов родились близнецы. Рекс отказывается говорить о своих детях с журналистами, оберегая их частную жизнь. Пара развелась в 2004, снова сошлась в 2007 году и снова развелась в 2011 году.
Рекс говорит, что не исповедует ни одной религии, однако верит в бога и десять заповедей. В августе 2009 года Браун покинул группу Down из-за обострения панкреатита. Ему удалили жёлчный пузырь и полипы на поджелудочной железе.